# Rasmus Birkeland
Rasmus Ingvald Birkeland (født 14. april 1888 i Austevoll, død 12. december 1972 smst) var en norsk sejler, som deltog i OL 1920 i Antwerpen.
Ved OL 1920 deltog Birkeland i 12-meter klassen (1907 regel) i båden Atlanta, og da denne båd var eneste deltager, var guldmedaljen sikker, da båden gennemførte de tre sejladser. Henrik Østervold, Jan Østervold, Ole Østervold, Kristian Østervold, Lauritz Christiansen, Halvor Møgster, Hans Stoermann-Næss og hans bror Halvor Olai Birkeland udgjorde bådens øvrige besætning.